# General Electric F118
Il General Electric F118 è un motore turbofan sviluppato negli Stati Uniti dalla General Electric a partire dagli anni ottanta, derivato dal General Electric F110.

## Storia

### Sviluppo
Questo motore venne sviluppato specificatamente per soddisfare i requisiti posti dall'United States Air Force nell'ambito del programma di ricerca di Advanced Technology Bomber (ATB, "Bombardiere tecnologicamente avanzato").
Il primo esemplare di F118 venne provato al banco nel 1982 mentre il primo volo sul B-2A fu portato a termine il 17 luglio 1989.
A partire dal 1993 iniziò la consegna degli esemplari di produzione, 120 in tutto, destinati ai 21 esemplari di B-2 programmati.
Dal 1993 la versione F118-GE-101 fu montata sui velivoli Lockheed U-2 in luogo del precedente Pratt & Whitney J75 garantendo una ottima affidabilità, consumi inferiori ed un peso minore del 30% rispetto alla vecchia motorizzazione.
È allo studio la possibilità di utilizzare il generatore di gas (ossia il complesso di compressore, camera di combustione e turbina) del più diffuso F110 in modo da estenderne la vita operativa a circa 2000 cicli di volo tra una revisione generale e l'altra. Si prevede che il B-2A (ed i suoi motori) rimarranno in servizio fino al 2050.

### Tecnica
L'F118 condivide gran parte del disegno progettuale dei precedenti motori F101 ed F110 da cui si differenzia per la mancanza del postbruciatore e un rapporto di bypass decisamente maggiore.
Un singolo stadio di turbina di alta pressione muove i 9 stadi del compressore di alta, mentre due stadi di turbina di bassa pressione, collegati da un secondo albero motore concentrico al primo, muovono i 3 stadi del fan. La camera di combustione è di tipo anulare.

## Varianti
F118-GE-100
Installato sul B-2, 84,5 kN (19 000 lbf) di spinta
F118-GE-101
Installato sull'U-2, 81,4 kN (18 300 lbf) di spinta

## Velivoli utilizzatori
Stati Uniti
- Northrop Grumman B-2 Spirit
- Lockheed U-2